# Абб'ятеграссо
Абб'ятеграссо, Абб'ятеґрассо (італ. Abbiategrasso, п'єм. Abbiategrasso) — муніципалітет в Італії, у регіоні Ломбардія, метрополійне місто Мілан.
Абб'ятеграссо розташований на відстані близько 490 км на північний захід від Рима, 23 км на захід від Мілана.
Населення — 31 325 осіб (2012).
Щорічний фестиваль відбувається третьої неділі жовтня. Покровитель — Скорботна Діва Марія.

## Демографія
Населення за роками:

Станом на 1 січня 2023 року в муніципалітеті офіційно проживали 4334 іноземці з 96 країн, серед них 618 громадян країн Євросоюзу та 235 громадян України.

## Сусідні муніципалітети
- Альбаїрате
- Кассінетта-ді-Луганьяно
- Кассольново
- Черано
- Моримондо
- Оццеро
- Робекко-суль-Навільйо
- Вермеццо
- Віджевано